# Ivo Papasov

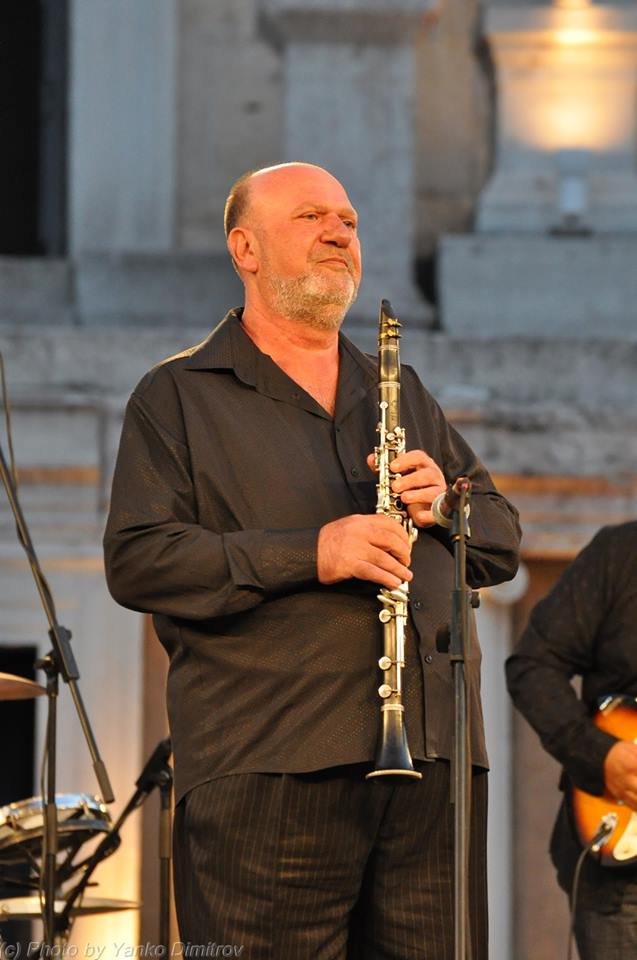
Ivo Papazov.

Ivo Papasov (Bulgária, 16 de fevereiro de 1952) é um clarinetista de nacionalidade búlgara. Nasceu na região dos Bálcãs. Ele segue a tradição de sua família, que, de origem cigana, toca esse instrumento há gerações.
Devido a problemas com o regime comunista, Papasov foi preso na década de 1980, facto que o tornou popular entre o povo búlgaro. Papasov é hoje considerado um dos maiores clarinetistas do mundo e visto também como criador de jazz, pela forma como interage com a sua orquestra, improvisando.